# Lepidium culminicolum
Lepidium culminicolum är en korsblommig växtart som beskrevs av Paul Mouterde. Lepidium culminicolum ingår i släktet krassingar, och familjen korsblommiga växter. Inga underarter finns listade i Catalogue of Life.